# Estelació

Segona estelació del dodecaedre

L'estelació és un procés per construir nous polígons (en dues dimensions), políedres (en tres dimensions) o, en general, polítops (de n dimensions). El procés consisteix en estendre elements, tals com a arestes o plans, en general de forma simètrica, fins que tornin a trobar-se. La nova figura és una estelació de l'anterior.

## Polígons estelats
L'estelació d'un polígon regular dona com a resultat un polígon estelat regular, el qual és representat pel seu símbol de Schläfli {n/m}, on n és el nombre de vèrtexs, m és el pas usat en la seqüenciació de les arestes del seu voltant, sent m i n coprimers (no tenen divisors comuns).
Fent m = 1 es converteix en el polígon convex usual {n}.